# Суфет
Суфет, шофет (фінік. 𐤔𐤐𐤈, івр. תּוֹרָה) — термін, яким у семітських народів позначали осіб, наділених вищою владою від імені народу (союзу племен, міської громади), — на відміну від царів, які отримували владу у спадок (для найменування царів використовували слово «мілк» (фінік. 𐤌𐤋𐤒, івр. מלך)).
Зокрема, євреї називали «шофетами» ватажків стародавнього Ізраїлю доби, що передувала встановленню царської влади (часто це слово не зовсім точно перекладається як «суддя», звідки походить, зокрема і традиційна назва біблійної Книги Суддів, хоча насправді йдеться швидше про військових ватажків).
В фінікійських містах «суфетами» називали вищих магістратів, що обиралися за відсутності царя. Саме так відбувалося, зокрема в Біблі, Тірі, а за еліністичної доби — у Сідоні.
У Карфагені, де царська влада була ліквідована ще у 814 до н. е., суфетів почали обирати з 538 до н. е. — після придушення заколоту Малха. при цьому суфетів обирали двох — щоби уникнути нових спроб встановлення тиранії. Згодом це нововведення запозичили й інші міські громади Західного Середземномор'я, і не лише фінікійські. Так, обрання у Римі спочатку двох преторів, а потім двох консулів, теж можна пояснити наслідуванням карфагенського зразка.
Посаду суфета у Карфагені в 196 р. до н. е. недовго обіймав відомий полководець Ганнібал. Втім, він встиг здійснити ряд важливих реформ з обмеження впливу олігархічної верхівки на управління державою та боротьби з корупцією.